# (12874) Poisson
(12874) Poisson  es un asteroide perteneciente al cinturón de asteroides, descubierto el 19 de agosto de 1998 por Paul G. Comba desde el Observatorio de Prescott, en Arizona, Estados Unidos.

## Designación y nombre
Poisson se designó inicialmente como 1998 QZ.
Más adelante fue nombrado en honor al físico y matemático francés Siméon Denis Poisson (1781-1840).

## Características orbitales
Poisson orbita a una distancia media del Sol de 2,8469 ua, pudiendo acercarse hasta 2,6665 ua y alejarse hasta 3,0272 ua. Tiene una excentricidad de 0,0633 y una inclinación orbital de 1,7623° grados. Emplea en completar una órbita alrededor del Sol 1754 días.

## Características físicas
Su magnitud absoluta es 13,6. Tiene 5,431 km de diámetro. Su albedo se estima en 0,261.